# Kogræsserlaug
Et kogræsserlaug (også kaldet kogræsserselskab, kogræsserforening eller kogræsser- og naturplejeforening) en forening, der som formål har at naturpleje et område med kvæg, typisk gallowaykvæg,[kilde mangler] der græsser på området. Medlemmerne er oftest en kreds af borgere i et lokalsamfund, der ønsker afgræsset et areal. Det kan typisk være en eng eller et moseområde, der – hvis det ikke afgræsses – vil "springe i skov". Ved afgræsning vil kalvene eller lammene holde den store vegetation nede og således sikre at de mindre og mere sjældne planter (eks. orkideer) vil kunne overleve.
Medlemmerne deltager i det praktiske arbejde omkring naturplejen og dyrene. Medlemmerne står for det daglige tilsyn med dyrene. Danmarks Naturfredningsforening har støttet op om flere af foreningerne.
Det første kogræsserselskab startede i 1991 på Præstegårdsengen (ca. 4 ha) i Sengeløse i Høje-Taastrup Kommune. Det etableredes i et samarbejde mellem Sengeløse Menighedsråd og et par medlemmer af Danmarks Naturfredningsforening. Senere gik Københavns Amt ind med naturplejemidler for at støtte en indhegning af arealet. Foreningen eksisterer fortsat og har 28 medlemmer, der på skift tilser kalvene, og som hvert efterår får slagtet dyrene. Deres primære motivation er at de ved medlemskab vil kunne sikre sig godt kød på et forsvarligt økologisk og dyreetisk grundlag.
Der er skønsmæssigt 40 kogræsserselskaber fordelt ud over hele landet – primært dog på Sjælland.[kilde mangler]

## Ekstene henvisninger
- Kogræsser- og Naturplejeforening | Danmarks Naturfredningsforening Arkiveret 21. juni 2015 hos  Wayback Machine